# Hassan Rahmani
Mullah Mohammed Hassan Rahmani (geboren 1953 in der Provinz Urusgan; gestorben am 8. Februar 2016) war eine führende Persönlichkeit der Taliban und spielte besonders in der Anfangszeit von deren Regime in den 1990er Jahren eine große Rolle.

## Leben
Er wuchs in Kandahar auf, wo er auch seine Schulbildung erhielt. Er verließ das Land zum Studium an Madrasas in Pakistan, zunächst die Haqqani Darul Uloom Akora Khattak in der Nordwestlichen Grenzprovinz, später die Farooqia in Karatschi.
Der Paschtune war Teil des Babar-Stammes der Achakzai und kämpfte unter Mohammad Nabi Mohammadi gegen die sowjetische Besatzung von Afghanistan. Er verlor 1989 seinen rechten Unterschenkel durch eine Splitterbombe; das Bein wurde im Krankenhaus von Quetta amputiert und durch eine Holzprothese ersetzt. Nach dem Sieg über die Sowjetunion 1992 gab er die Waffe wieder ab und kehrte in seine Koranschule in Pakistan zurück. Der fortdauernde Bürgerkrieg in Afghanistan veranlasste ihn aber im Herbst 1994 schließlich dazu, den Kampf an der Waffe wieder aufzunehmen; seine Ausbildung zum islamischen Schriftgelehrten schloss er nie ab. Er tat sich mit Mullah Mohammed Omar zusammen und besetzte mit einer Gruppe Kämpfer die Stadt Kandahar. Während Mullah Omar im Zuge der Taliban-Eroberung zum Emir von Afghanistan aufstieg, blieb Mullah Rahmani Generalgouverneur in der Machtbasis Kandahar, wo er von 1994 bis 1997 im alten Königspalast residierte und praktisch die südliche Hälfte Afghanistans verwaltete: dies umfasste die Provinzen Zabul, Kandahar, Uruzgan, Farah und Helmand. Seine Regierungsweise war davon geprägt, dass er lange Audienzen hielt, Anhänger und Bittsteller empfing, und nach Sachlage Anweisungen und Aufträge austeilte, oft mündlich aber meist mit Randbemerkungen auf ihm vorgelegten Dokumenten. Unterlagen führte er nicht. Internationale Beobachter zeigten sich angesichts der aktenfreien Verwaltung fassungslos; Rahmani rechtfertigte diese Lage mit einem völlig unzulänglichen Beamtenstab. Nach 1997 wurde Rahmani in die Taliban-Schura nach Kabul berufen.
Im durch den Sieg der USA gegen die Taliban erzwungenen Exil war Rahmani Teil der „Rahbari Schura“, eine Gruppe von Taliban-Hardlinern, die sich in Quetta konzentrierte, und war um 2010 der Stellvertreter und „Schatten“ von Mullah Omar. Nach dem Tod von Mullah Omar setzte sich Rahmani gegen Mullah Akhtar Mansur als neuen Führer der Taliban ein und wollte den Sohn Omars stattdessen an die Spitze der Taliban stellen. Erst wenige Wochen vor seinem Tod an Krebs 2016 schwor Rahmani vom Krankenbett aus doch noch Mansur die Gefolgschaft. Mansur starb allerdings bereits drei Monate später im Kampf. Als Sterbeort Rahmanis gaben die Taliban Karatschi an, anderen Berichten zufolge war der Ort unbekannt.